# Agrostophyllum brachiatum
Agrostophyllum brachiatum es una orquídea epífita originaria de  Nueva Guinea.
El nombre común de Agrostophyllum brachiatum significa "la Agrostophyllum bracteada".

## Distribución y hábitat
Se encuentra en la Nueva Guinea en los bosques de tierras bajas en alturas desde nivel del mar a 900 metros.

## Descripción
Es una planta de tamaño  pequeño o mediano que prefiere clima cálido a fresco, es epífita con un tallos  con hojas la mitad retorcidas, basales, sublineares, reducidas gradualmente hacia un ápice muy desigual bidentado o mucronado, con  nervio medio acanalado en la parte superior, coriáceas y que florece  en una inflorescencia terminal  con cinco flores de 1 cm con grandes  brácteas florales, anchas, ovales y obtusas que  ocultan el ovario. Produce su floración en la primavera y el verano.

## Nombre común
- Español:
- Inglés:The Bracted Agrostophyllum.[1]

## Sinonimia
- Agrostophyllum brachiatum var. brachiatum;
- Agrostophyllum brachiatum var. latibrachiatum J.J.Sm. 1915[1]